# Suzuki TS50

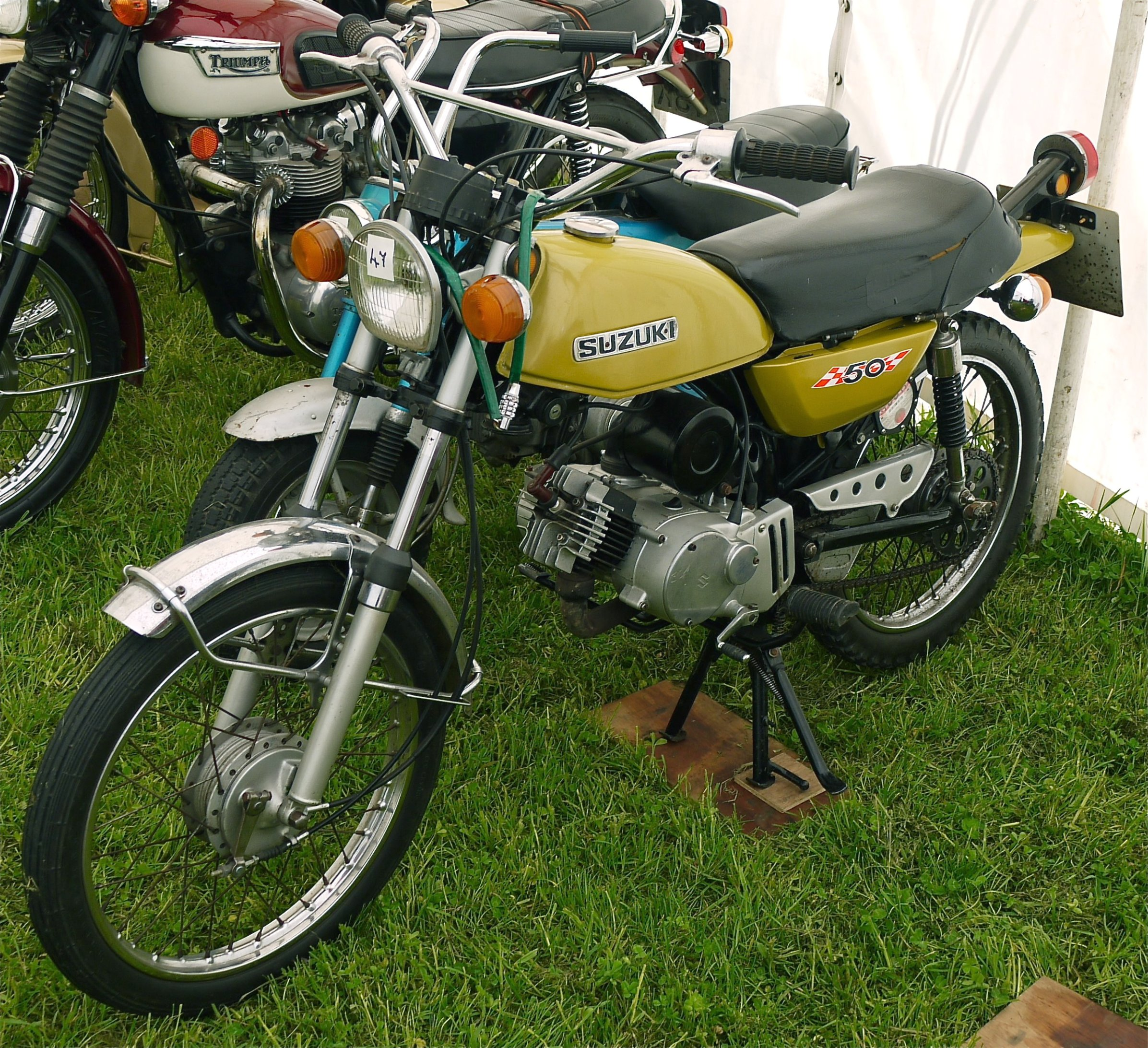
Suzuki TS50J 1972

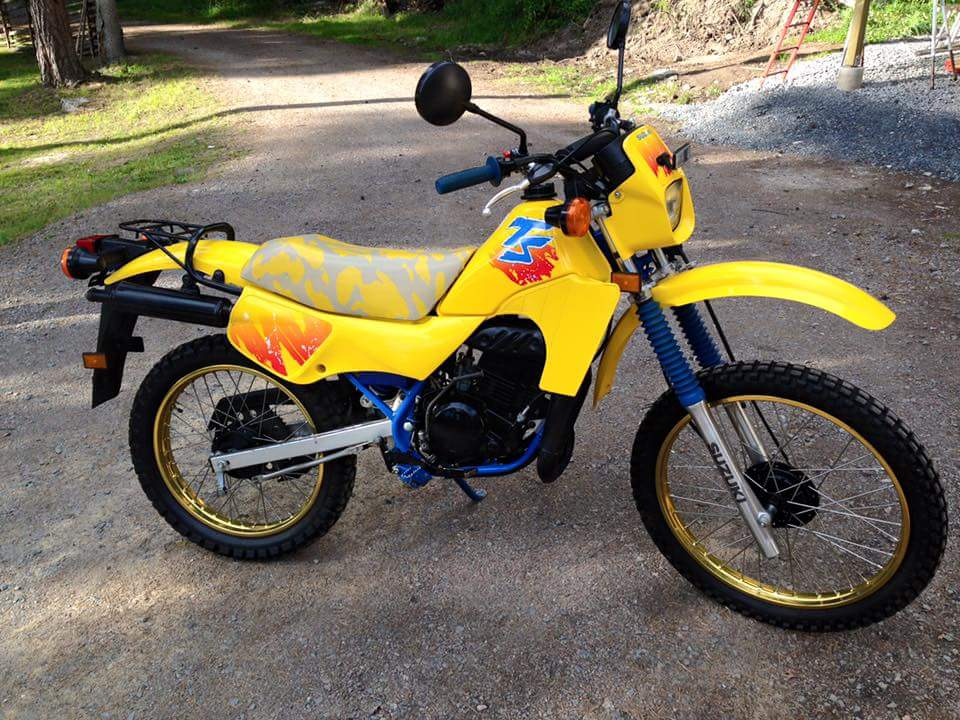
Suzuki TS50X

Suzuki TS50 är en offroad-maskin byggd av den japanska tillverkaren Suzuki.
Den tillverkades mellan 1971 och 2000 och hade luftkyld motor på 49cc.
Modellen hade koder beroende på årsmodell, R,J,K,L,C men var i konstruktionen lika.
1980-1983 introducerades TS50ER.
1984-2000 fick denna en efterföljare med namnet TS50X.
TS50X importerades och såldes som moped i Sverige 1991-1993.

### Fotnoter
1. ↑  TS50ER